# 1. deild 2010
De 1. Deild is de naam voor de tweede divisie voetbal op de Faeröer. De hoogste divisie heet Vodafonedeildin. Vroeger heette de 1. Deild: Meðaldeildin (middenklasse).

## Promotie/Degradatie regeling
Uit deze competitie promoveren de eerste twee clubs naar de Vodafonedeildin. De laatste twee geklasseerde teams degraderen naar de 2. Deild. De competitie bestaat uit 10 teams. 4 Teams (07 Vestur, KÍ Klaksvík, TB Tvøroyri en FC Hoyvík komen hierin uit. De overige 6 teams zijn lagere elftallen van clubs, waarbij het eerste team in de Vodafonedeildin speelt. 
Er kunnen op dit niveau geen elftallen spelen van dezelfde clubs spelen. Als een club uit de Vodafonedeildin degradeert, moet het tweede elftal (als deze in de 1. Deild speelt) ook degraderen. Als een tweede elftal kampioen of tweede wordt, kan deze niet promoveren, omdat het eerste elftal in die klasse speelt. Pas in de 3. Deild kunnen elftallen van hetzelfde team bij elkaar spelen. 

## Eindstand
| Stand | Stand          | Stand | Stand       | Stand | Stand | Stand | Stand                         |
| #     | Club           | Gs    | W - G - V   | Pnt   | DV-DT | DS    |                               |
| ----- | -------------- | ----- | ----------- | ----- | ----- | ----- | ----------------------------- |
| 1     | 07 Vestur      | 27    | 18 - 7 - 2  | 61    | 75-23 | +52   | Promotie naar Vodafonedeildin |
| 2     | KÍ Klaksvík    | 27    | 18 - 4 - 5  | 58    | 78-26 | +52   | Promotie naar Vodafonedeildin |
| 3     | TB Tvøroyri    | 27    | 15 - 6 - 6  | 51    | 62-34 | +28   |                               |
| 4     | EB/Streymur II | 27    | 13 - 6 - 8  | 45    | 59-42 | +17   |                               |
| 5     | HB Tórshavn II | 27    | 12 - 3 - 12 | 39    | 53-63 | -10   |                               |
| 6     | Víkingur II    | 27    | 11 - 4 - 12 | 37    | 40-53 | -13   |                               |
| 7     | FC Hoyvík      | 27    | 9 - 6 - 12  | 33    | 40-49 | -9    |                               |
| 7     | AB Argir II    | 27    | 8 - 2 - 17  | 26    | 28-68 | -40   |                               |
| 8     | NSÍ Runavík II | 27    | 6 - 7 - 14  | 25    | 35-63 | -28   | Degradatie naar 2. Deild      |
| 10    | B68 Toftir II  | 27    | 1 - 3 - 23  | 6     | 19-68 | -49   | Degradatie naar 2. Deild      |